# Тёрт-Куль
Тёрт-Куль (кирг. Төрт-Күл) — село в Тонском районе Иссык-Кульской области Кыргызстана. Административный центр Тёрт-Кульского аильного округа. В селе есть 3 мечети, образовательное учреждение, новопостроенный парк и футбольное поле.

## Население
По данным переписи 2009 года, в селе проживало 3215 человек.

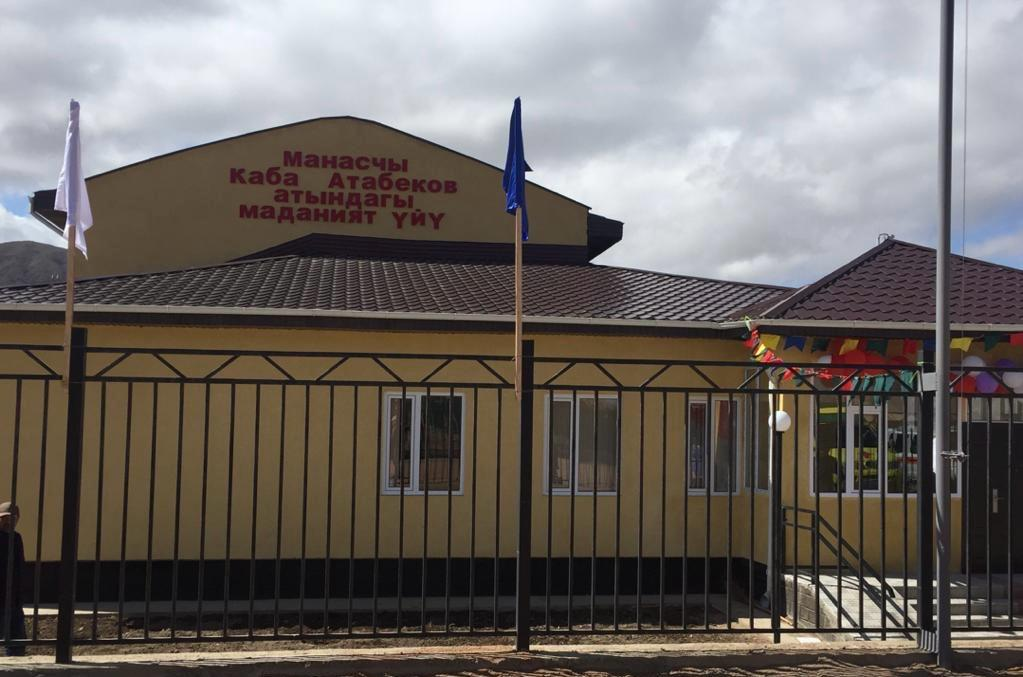
Дом культуры им. сказителя-манасчи Кабы Атабекова.
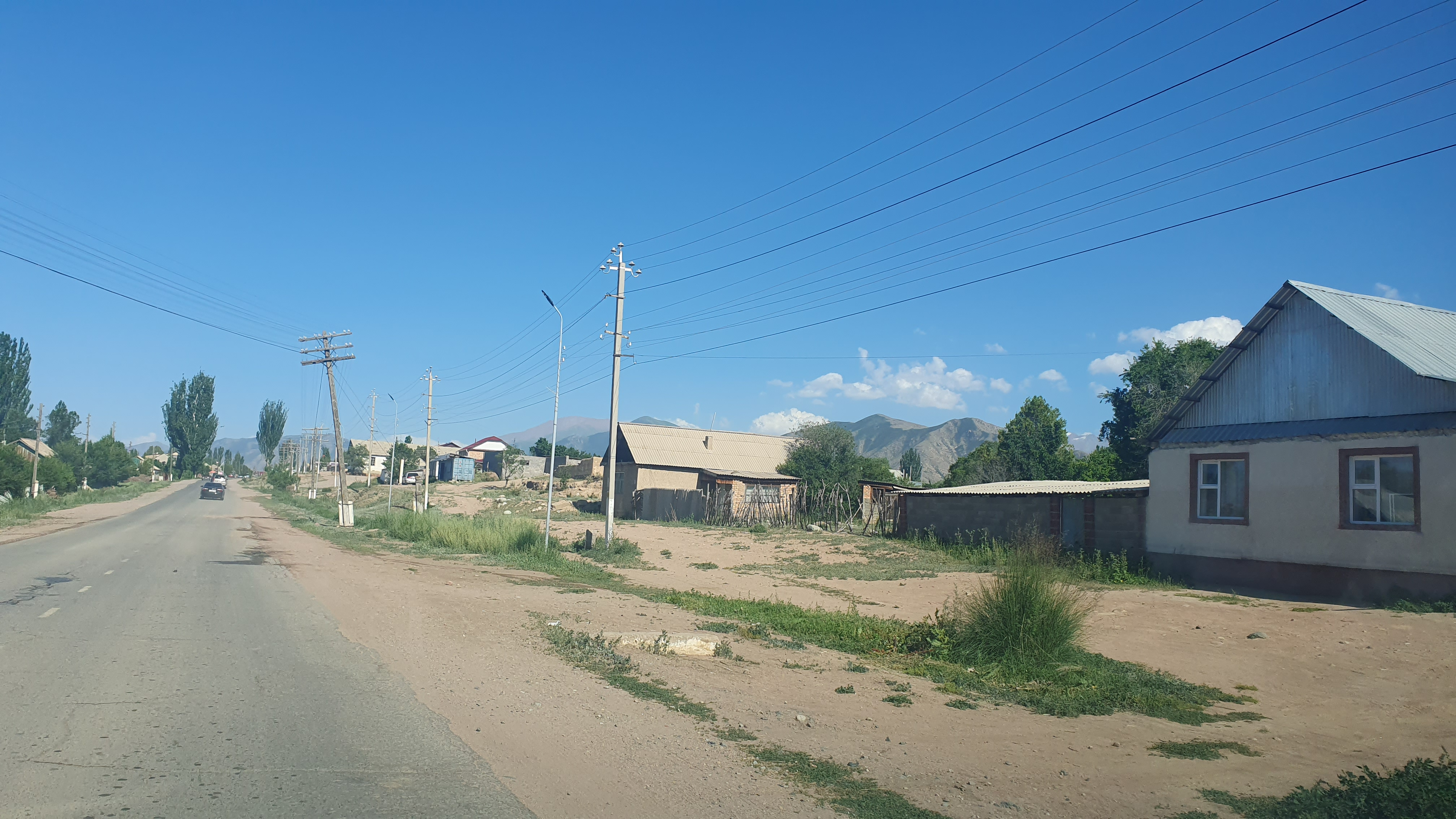
Село Тёрт-Куль.
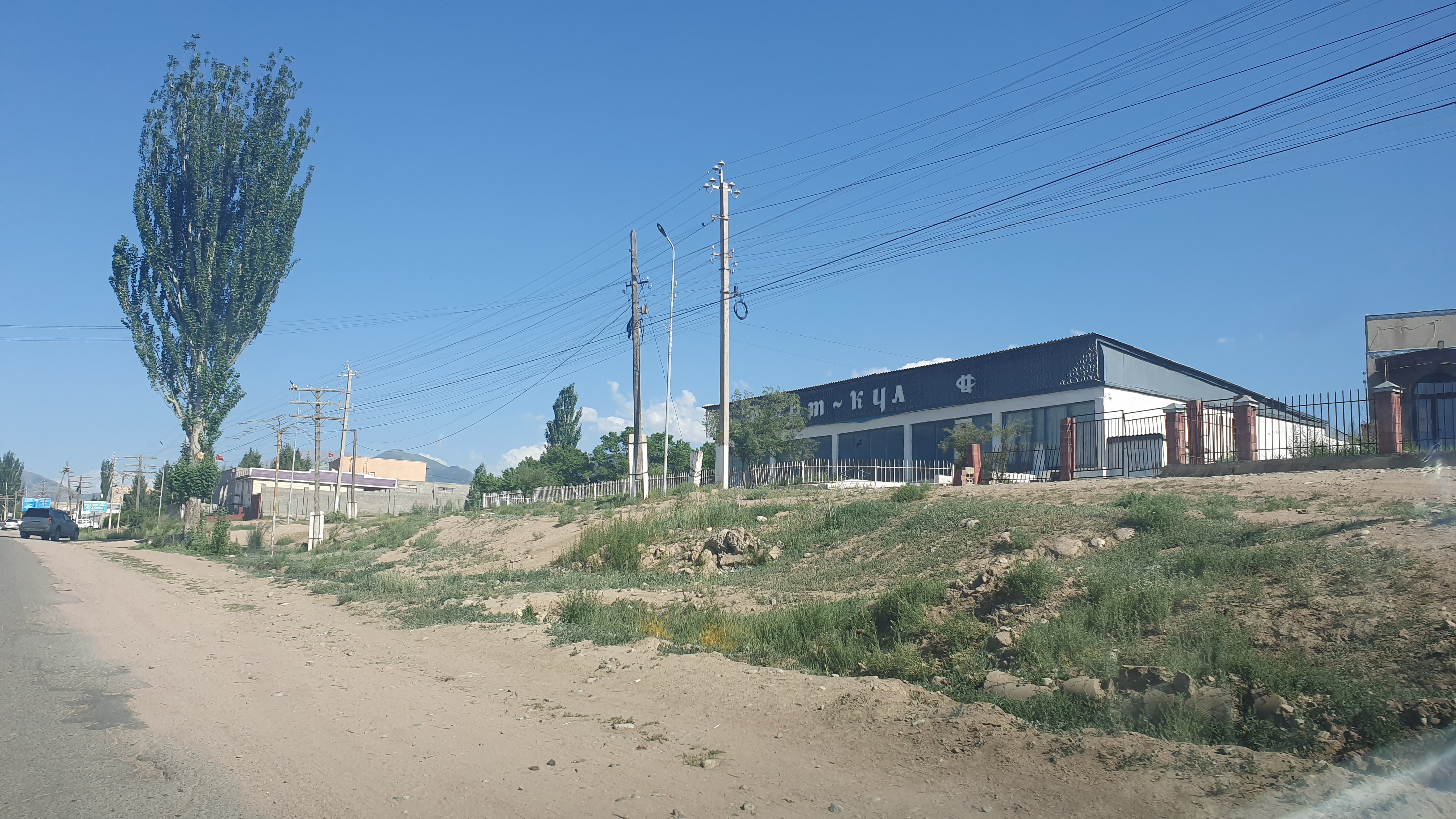
Магазин села Тёрт-Куль.